# Barbara Rose (Kunsthistorikerin)
Barbara Ellen Rose (* 11. Juni 1936 in Washington, D.C.; † 25. Dezember 2020 in Concord) war eine US-amerikanische Kunsthistorikerin, Kunstkritikerin und Publizistin.

## Leben und Werk
Barbara Rose studierte am Smith College, Barnard College und an der Columbia University. Julius Held und Meyer Schapiro gehörten zu ihren Professoren.
Rose war mit Michael Chapman befreundet, lernte Carl Andre und Frank Stella kennen und gehörte später zur New Yorker Künstler-Avantgarde. Zwischen 1961 und 1969 war sie mit Frank Stella verheiratet. Als Patenonkel für ihre Tochter (* 1962) wählte das Ehepaar Michael Fried. 1967 wurde Stella auf eine Professur nach Kalifornien berufen. 
Barbara Rose begann Kunstgeschichte am Sarah Lawrence College, Bronxville, New York und im folgenden Jahr an der Yale University zu lehren. Sie ließ sich eine Zeit lang in Perugia (Italien) in der Villa Camerata di Todi nieder.

## Veröffentlichungen (Auswahl)
- American Art Since 1900. A Critical History. Frederick Praeger, New York 1967.
- Deutsche Ausgabe: Amerikas Weg zur modernen Kunst. Von der Mülltonnenschule zur Minimal Art. Aus dem amerikanischen Englisch übersetzt von Susanne B. Milczewsky. Verlag M. DuMont Schauberg, Köln 1969.